# Seneca County, New York
Seneca County är ett administrativt område i delstaten New York, USA. År 2010 hade countyt 35 251 invånare. Den administrativa huvudorten (county seat) är Waterloo.

## Geografi
Enligt United States Census Bureau har countyt en total area på 842 km². 672 km² av den arean är land och 170 km² är vatten.

### Angränsande countyn
- Wayne County - nord
- Cayuga County - öst
- Tompkins County - sydost
- Schuyler County - syd
- Yates County - sydväst
- Ontario County - väster